# Banque marocaine pour le commerce et l'industrie
La Banque Marocaine pour le Commerce et l'Industrie ou BMCI, est une banque commerciale marocaine, filiale du groupe français BNP Paribas, dont le siège est à Casablanca.

## Histoire
Dès la fin du XIXe siècle, le Comptoir national d'escompte de Paris (CNEP) - l’un des fondateurs de la BNP – s’est intéressé au Maroc tandis que la Banque de Paris et des Pays-Bas participait dès 1902 au financement de l’Empire chérifien.
Les emprunts marocains, notamment ceux de 1902 et 1904, comme ceux de l’entre-deux-guerres que dirige la Banque de Paris et des Pays-Bas, furent déterminants et favorisèrent l’émergence Maroc moderne que nous connaissons aujourd'hui.
Néanmoins, ces prêts ont été accordés au Maroc à des taux usuriers. La France réclamant des garanties de paiement, s'est vu accorder la mainmise sur les Douanes du Royaume. Ce qui facilita la prise de contrôle du pays, et l'instauration quelques années plus tard du protectorat français au Maroc.
Par ailleurs la banque joua un rôle capital en tant que banque d’affaires, dans le développement de l’économie marocaine durant la première moitié du XXe siècle. En s’appuyant sur ses différentes holdings telles que la Compagnie générale du Maroc (Génaroc) ou l’Omnium nord-africain (ONA), elle participa activement au financement des infrastructures du pays (chemin de fer, électricité, transport routier, mines, etc.) en liaison avec la Banque d'État du Maroc (BEM).
En 1950, Paribas ouvrit une succursale à Casablanca qui fusionna avec Worms en 1974 pour former la Société Marocaine de Dépôt et de Crédit (SMDC).
De son côté la Banque Nationale pour le Commerce et l’Industrie en Afrique (BNCIA)  développa ses activités au Maroc dès 1940. La Banque Marocaine pour le Commerce et l’Industrie (BMCI)  vit le jour en 1964, dans le cadre de la marocanisation des entreprises.
En 2000, le groupe BNP, issu de la fusion en 1966 du CNEP et de la BNCI, fusionna avec le groupe Paribas. En novembre 2001, l’acquisition de l’ex ABN Amro Bank Maroc par la BMCI lui permit de conforter sa position de banque de référence au service de ses clients.

## Actionnariat
- Aujourd’hui, le groupe BNP Paribas est l’actionnaire de référence de la BMCI, avec une part de 65,03 % du capital.
- Le reste est réparti principalement entre :
  - Axa Assurance Maroc avec 9,11 % ;
  - Les compagnies d’Assurance Atlanta et Sanad avec respectivement 4,44 % et 5,84 % ;
  - Le groupe Holmarcom avec 2,41 % ;
  - Autres : 13,17 %.